# Општина Барла (Арђеш)
Барла (рум. Bârla) општина је у Румунији у округу Арђеш.
Oпштина се налази на надморској висини од 151 m.